# تيري جونز (لاعب كرة قدم أمريكية أمريكي)
تيري جونز (بالإنجليزية: Terry Jones)‏ هو لاعب كرة قدم أمريكية أمريكي، ولد في 3 ديسمبر 1979 في توسكالوسا في الولايات المتحدة.

## وصلات خارجية
- تيري جونز على موقع مرجع كرة القدم المحترفة.كوم (الإنجليزية)